# Aleksandr Rutskoj
Aleksandr Vladimirovitj Rutskoj (ryska: Александр Владимирович Руцкой), född 16 september 1947 i Chmelnytskyj, Ukrainska SSR, Sovjetunionen, är en rysk politiker och före detta sovjetisk militär. Han var vice-president 1991-1993 och guvernör i Kursk oblast 1996-2000. Under den politiska krisen i Ryssland 1993 utropades han till ställföreträdande president av Ryssland i opposition till Boris Jeltsin.